# Sanfront
Sanfront (okcitánul: Sanfrount) település Olaszországban, Piemont régióban, Cuneo megyében. Lakosainak száma 2273 fő (2023. január 1.). Sanfront Barge, Brossasco, Gambasca, Paesana, Rifreddo, Sampeyre és Envie községekkel határos.

## Népesség
A település lakossága az elmúlt években az alábbi módon változott:
| Lakosok száma | 2381 | 2354 | 2273 |
|               | 2017 | 2018 | 2023 |